# Josep Laporte
Josep Laporte i Salas (Reus, 18 de marzo de 1922-Barcelona, 15 de febrero de 2005) fue un político y médico español.

## Biografía
Estudió Medicina en la Universidad de Barcelona (1939–45) y fue profesor adjunto de Farmacología hasta 1967, cuando empezó a trabajar en la Facultad de Medicina de Cádiz (entonces parte de la Universidad de Sevilla), y más tarde en la Universidad Autónoma de Barcelona, de la que fue nombrado rector en 1976 por el ministro de Educación y Ciencia.
En 1980 fue elegido diputado en las elecciones al Parlamento de Cataluña, como independent en las listas de Convergència i Unió y el presidente Jordi Pujol lo nombró Consejero de Sanidad y Seguridad Social a la hora de formar gobierno.
Reelegido diputado en las elecciones de 1984, se mantuvo como consejero. En 1988 fue como cabeza de lista de CiU para la circunscripción de Tarragona y fue nombrado Consejero de Educación, cargo que ocupó hasta 1992.
Además fue elegido miembro numerario de la Real Academia de Medicina de Cataluña, y fue presidente del 1993 al 2002, mientras que también fue elegido presidente del Instituto de Estudios Catalanes.
Murió en Barcelona el 15 de febrero de 2005 a la edad de 82 años. Fue padre del también médico Joan-Ramon Laporte.